# Busto del cardinale Alessandro Peretti Montalto
Il busto del Cardinale Alessandro Peretti Montalto, di Bernini, venne ritrovato negli anni sessanta del Novecento ad Amburgo.
Alcune caratteristiche del busto sono la fierezza e la regalità dell'aspetto. Il peduccio non venne ricavato a parte, ma scolpito in un unico blocco di marmo, benché questa scelta comportasse un grande spreco di questo materiale. Tuttavia così facendo Bernini poté stabilire le dimensioni del busto e del peduccio stesso.